# Université catholique d'Afrique centrale
L’université catholique d’Afrique centrale (UCAC) est une université catholique située à Yaoundé, la capitale politique du Cameroun. 

## Historique
Fondée par l’Association des conférences épiscopales de la région de l'Afrique centrale (ACERAC), l'UCAC fait suite à un accord, signé en 1989 entre le Saint-Siège et la république du Cameroun, fondant l’Institut catholique de Yaoundé. L'UCAC naît aussi dans un contexte du souci de fournir à l'Afrique Centrale et même dans le reste du continent, une main d'œuvre adéquate aux besoins des entreprises et de la réalité africaine, ainsi elle s'est donné pour mission de former des personnes honnêtes et compétentes pour œuvrer pour l’éradication de la pauvreté et le développement en Afrique.

## Composantes

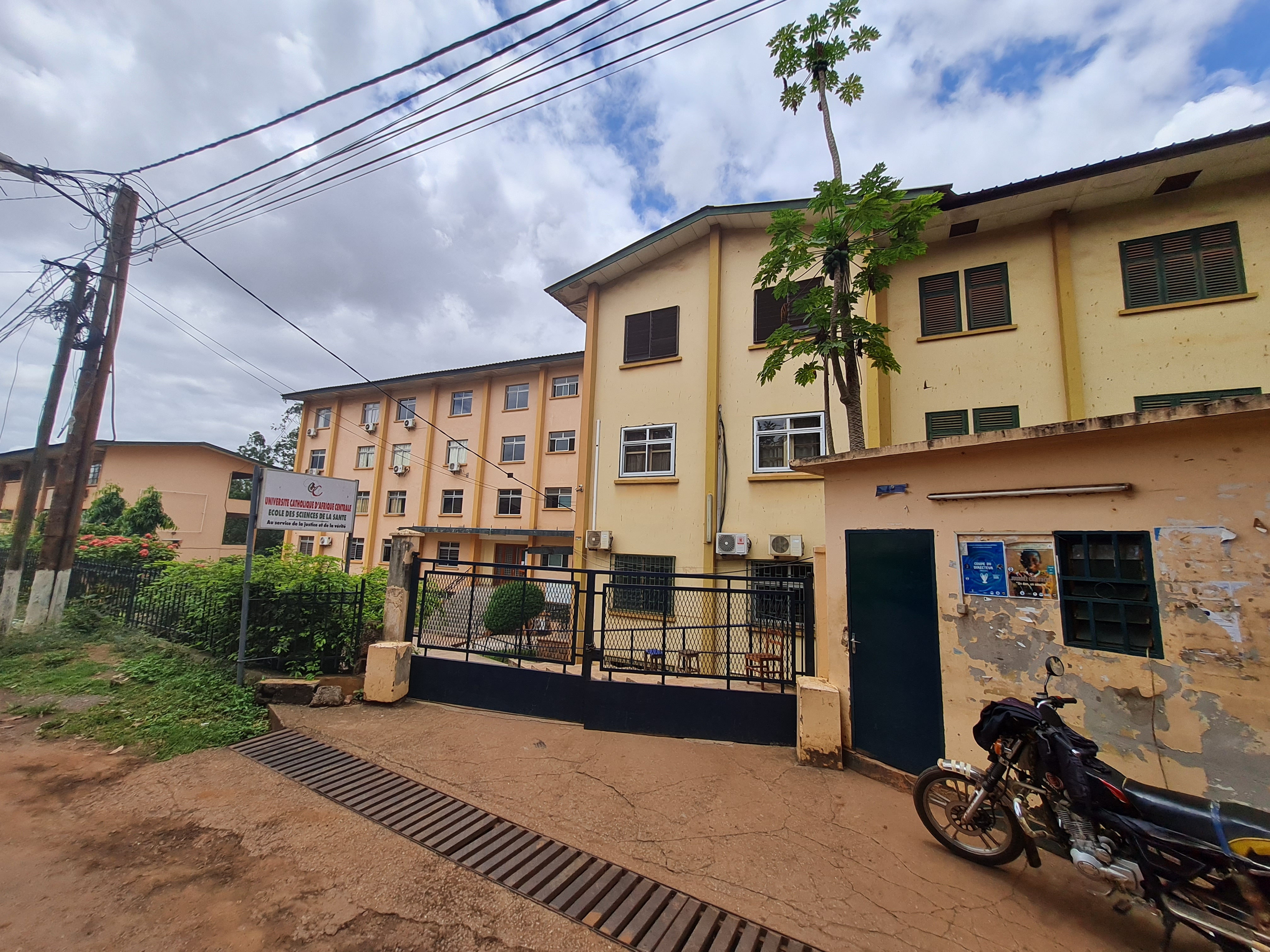
Bâtiment de l'Université Catholique, école des sciences de la santé

L'UCAC est composée de l'Institut catholique de Yaoundé (ICY) qui comprend trois facultés et un département de droit canonique, l'Institut UCAC-ICAM anciennement IST-AC (Institut supérieur de technologie d'Afrique centrale), l'Institut supérieur d'agronomie (en construction) et de l’École des sciences infirmières de Yaoundé :
- Faculté de sciences sociales et de gestion

C'est un établissement de l'ICY et l'un des premiers établissements créés au sein de l'UCAC dès son ouverture en 1991, la direction en a été confiée aux Jésuites et l'établissement a à sa tête un doyen pour un mandat renouvelable une seule fois. Cet établissement universitaire dispense des connaissances en sciences sociales (Sapientia Cristiana) et en gestion (ex-corde eclesiae) et ajoute à celle-ci une formation spirituelle et éthique conformément au système d'éducation catholique. Ce établissement est arrimé au système universitaire licence-master-doctorat et s'étend sur deux campus, celui de Nkolbisson qui dispense les enseignements en sciences sociales et celui d'Ekounou pour la gestion. Fort d'environ 1 500 étudiants, la faculté de sciences sociales et de gestion (FSSG) est un établissement phare pour l'UCAC du fait de son prestige marqué par la qualité de ses produits reconnus de part et d'autre dans le monde et des demandes faites chaque année par les futurs bacheliers pour l'intégrer, ces derniers étant de diverses nationalités : Camerounais, Gabonais, Centrafricains, Congolais, Équatoguinéens, Tchadiens, autres pays d'Afrique et même quelques Occidentaux.  
- Sciences sociales et gestion
- Sciences juridiques et politiques
- Faculté de théologie
- Faculté de philosophie
- Département de droit canonique
- Institut UCAC-ICAM (à Pointe-Noire au Congo pour le 1er cycle et à Douala pour le second cycle)
- Institut supérieur d'agronomie d'Afrique centrale (à Bangui RCA)
- École des sciences de la santé
- École normale supérieure de Ndjamena (en construction)
- Institut supérieure d'élevage et des sciences vétérinaires (en construction au Tchad)

## Enseignants
- Marie-Hélène Ngoa-Guislain (1941- ) : Professeur de mathématiques et programmation

## Anciennes étudiantes ou anciens étudiants
- Bertrand Mbouck, directeur général Dangote Cement Cameroon S.A
- Marthe Wandou, avocate et militante camerounaise pour la paix et pour les droits des femmes.
- Duplex Éric Kamgang, entrepreneur camerounais